# 보칼리제 (라흐마니노프)
"Vocalise"는 세르게이 라흐마니노프가 1912년에 작곡한14개의 성악곡 (Op. 34)이다. 피아노 반주와 높은 음의 성악곡(소프라노 또는 테너)으로 쓰여졌으며, 가사는 없지만 성악가가 선택한 모음 중 하나를 사용하여 노래를 부르도록 된 곡이다 (<a href="https://en.wikipedia.org/wiki/Vocalise" rel="mw:ExtLink" data-linkid="10" class="mw-redirect cx-link" title="Vocalise">vocalise</a> 참조). 이 곡은 소프라노 Antonina Nezhdanova에게 헌정되었다.

## 범위
원래 이 곡은 소프라노 또는 테너를 위하여 쓰여졌지만, 일반적으로 소프라노로 연주된다. 때로는 다양한 음 높이로 전환되어 성악가가 자신의 자연스러운 음색에 더 적합한 보컬범위를 선택할 수 있어 아주 높은 고음을 소유하지 않은 아티스트도 이 곡을 노래할 수 있다.

## 편곡
"Vocalise"는 다양한 악기 조합으로 편곡되었다. 예를 들면 다음과 같다.

### 오케스트라 및 오케스트라와의 협연곡
- 오케스트라, Rachmaninoff, Mort Gould, Kurt Sanderling
- 소프라노와 오케스트라, Rachmaninoff
- 합창과 오케스트라, Norman Luboff
- 플루트와 오케스트라, Charles Gerhardt

### 챔버 앙상블
- 피아노 트리오 (바이올린, 첼로 및 피아노), Eroica Trio
- 재즈 앙상블, Don Sebesky

### 독주 악기 및 피아노
- 알토플루트와 피아노, James Guthrie
- 클라리넷과 피아노, Stanley Drucker
- 트럼펫과 피아노, Romain Leleu
- 트롬본과 피아노, Christian Lindberg
- 유포늄과 피아노, 스티븐 미드 (Steven Mead )
- 바이올린과 피아노, Jascha Heifetz
- 바이올린과 피아노, Karl Gutheil
- 비올라와 피아노, Leonard Davis
- 비올라와 피아노, Paul Silverthorne
- 첼로와 피아노, 아나톨리 브란두코프
- 첼로와 피아노, Jascha Heifetz와 Mstislav Rostropovich
- 첼로와 피아노, Raphael Wallfisch
- 더블베이스와 피아노, Stuart Sankey
- 더블베이스와 피아노 (D 단조), Oscar G. Zimmerman
- 색소폰과 피아노, John Harle
- 호른과 피아노, Himie Voxman
- 바순과 피아노, Leonard Sharrow (C 단조)
- 테레민과 피아노, Clara Rockmore
- 플루트와 피아노, Robert Stallman

### 솔로 악기 용
- 솔로 피아노, Alexander Siloti, Alan Richardson (1951), Zoltán Kocsis, Earl Wild, Sergio Fiorentino
- 오르간 (음악), 카메론 카펜터
- 더블베이스, Gary Karr
- 기타, 슬래시
- 색소폰, Larry Teal
- 테레민, 쏘월드 요르겐센[2]
- 트럼펫, Rolf Smedvig

### 기타
- 2 피아노를 위하여, Vitya Vronsky
- 전자악기, Isao Tomita
- 성악과 첼로, Bobby McFerrin과 Yo-Yo Ma

## 파생 작품
1999년 앨범의 Pet Shop Boys 노래 "행복은 옵션" Nightlife는 각 구절에 "Vocalise"멜로디의 많은 부분을 포함하며, 오보에는 구술 텍스트 아래의 배경 자료로 수행된다.

## 관련 논문
- 장원상, 〈연주회용 성악 연습곡에 대한 연구: 라흐마니노프, 칠레아, 라벨, 오네게르, 메시앙을 중심으로〉, 《음악과 현실(구 음악과 민족)》 40, 민족음악학회, 2010년